# Jõgeva (vlek)
Jõgeva is een plaats in de Estlandse gemeente Jõgeva, provincie Jõgevamaa. De plaats heeft 461 inwoners (2021) en heeft de status van groter dorp of ‘vlek’ (Estisch: alevik).
Jõgeva ligt ten noordoosten van de gelijknamige stad. Om de twee te onderscheiden wordt de stad meestal Jõgeva linn (‘Jõgeva stad’)  genoemd en de vlek Jõgeva alevik.
De rivier Pedja, die door de stad stroomt, stroomt ook door de vlek.

## Landhuis Jõgeva
Het landgoed Jõgeva (Estisch: Jõgeva mõis), waaraan zowel de vlek als de stad haar naam ontleent, werd in 1601 als Jagiwa voor het eerst genoemd. De naam is van Poolse origine; de Duitse en Zweedse naam was Laisholm. Tot in 1919 was het landgoed in het bezit van de familie von Manteuffel. Het landhuis, gebouwd in de 19e eeuw, werd in 1920 in gebruik genomen als plantenveredelingsinstituut.
Behalve het landhuis is een aantal bijgebouwen bewaard gebleven, waaronder de smidse, het koetshuis, de wijnkelder en de watermolen.
De gebouwen en het park eromheen staan op de monumentenlijst.

## Foto’s

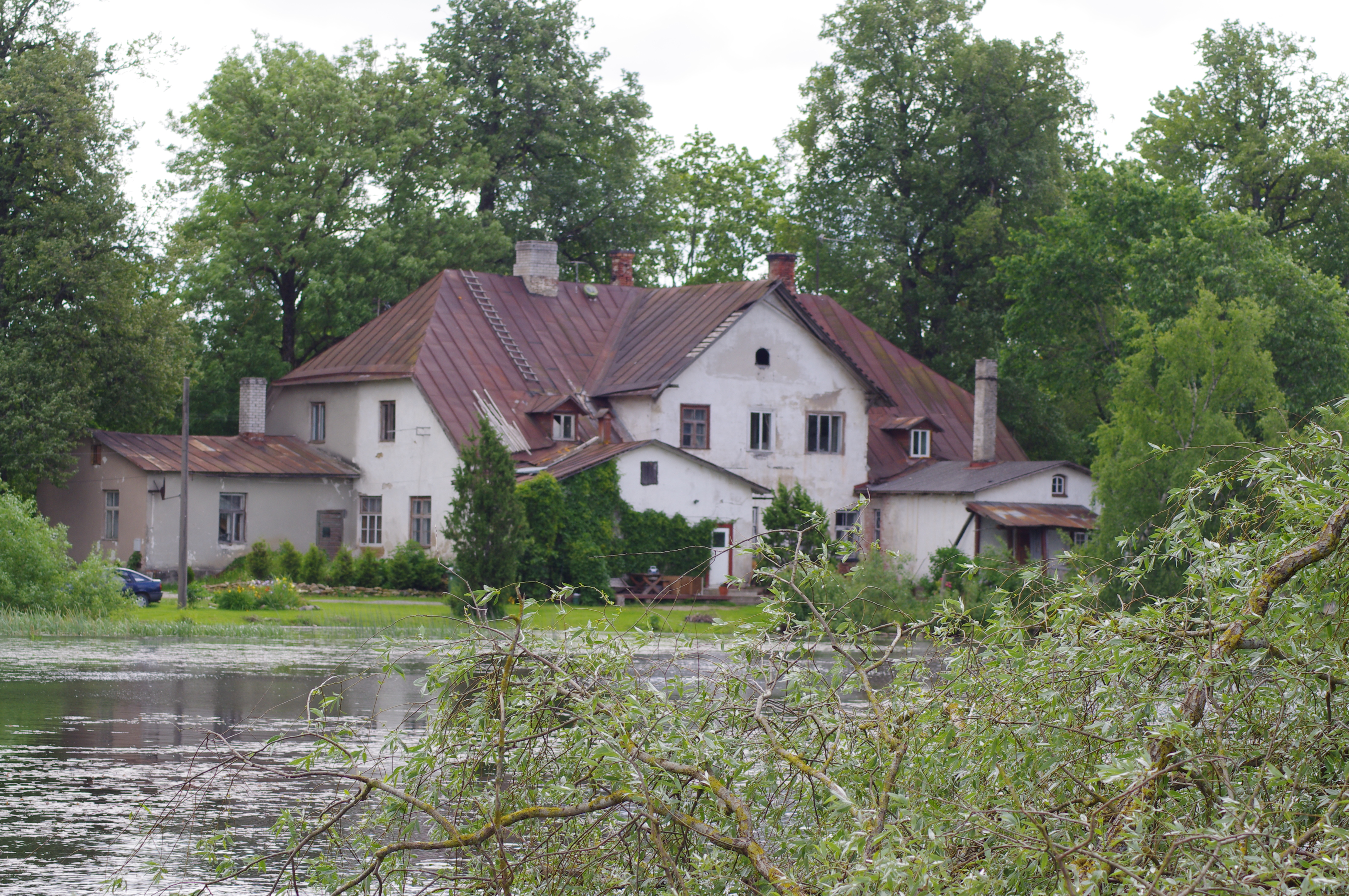
Landhuis van Jõgeva
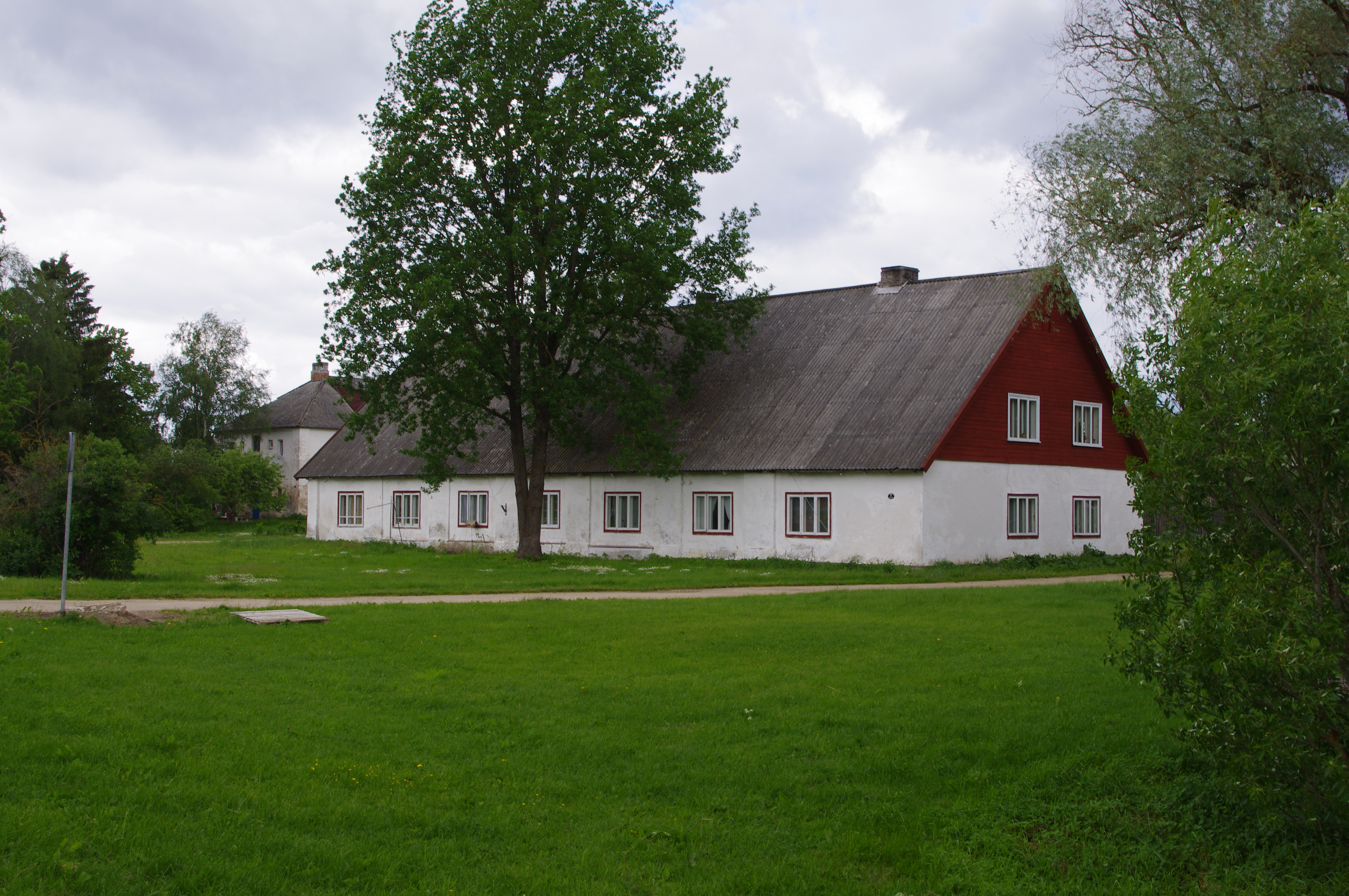
Het koetshuis
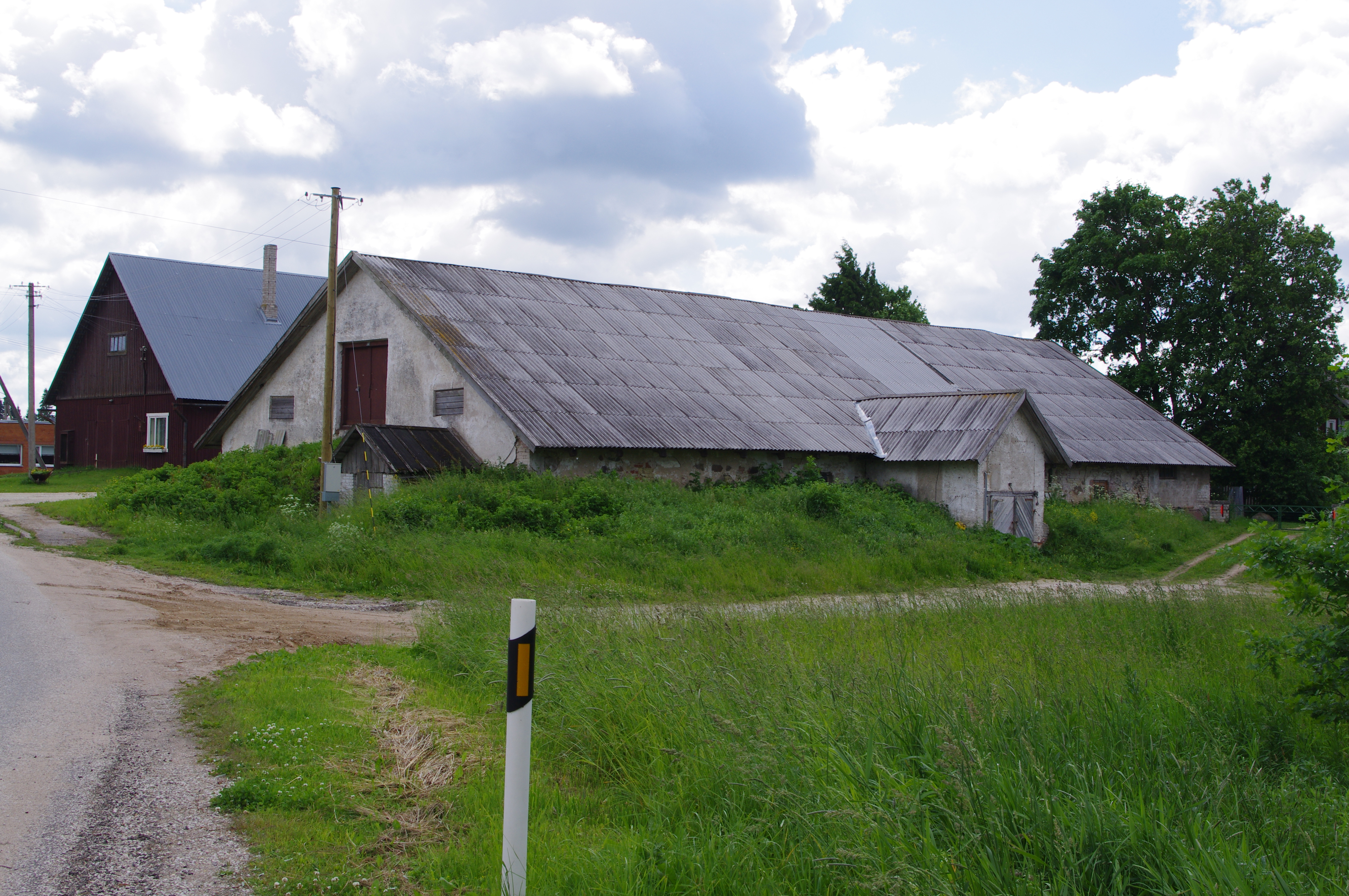
De wijnkelder
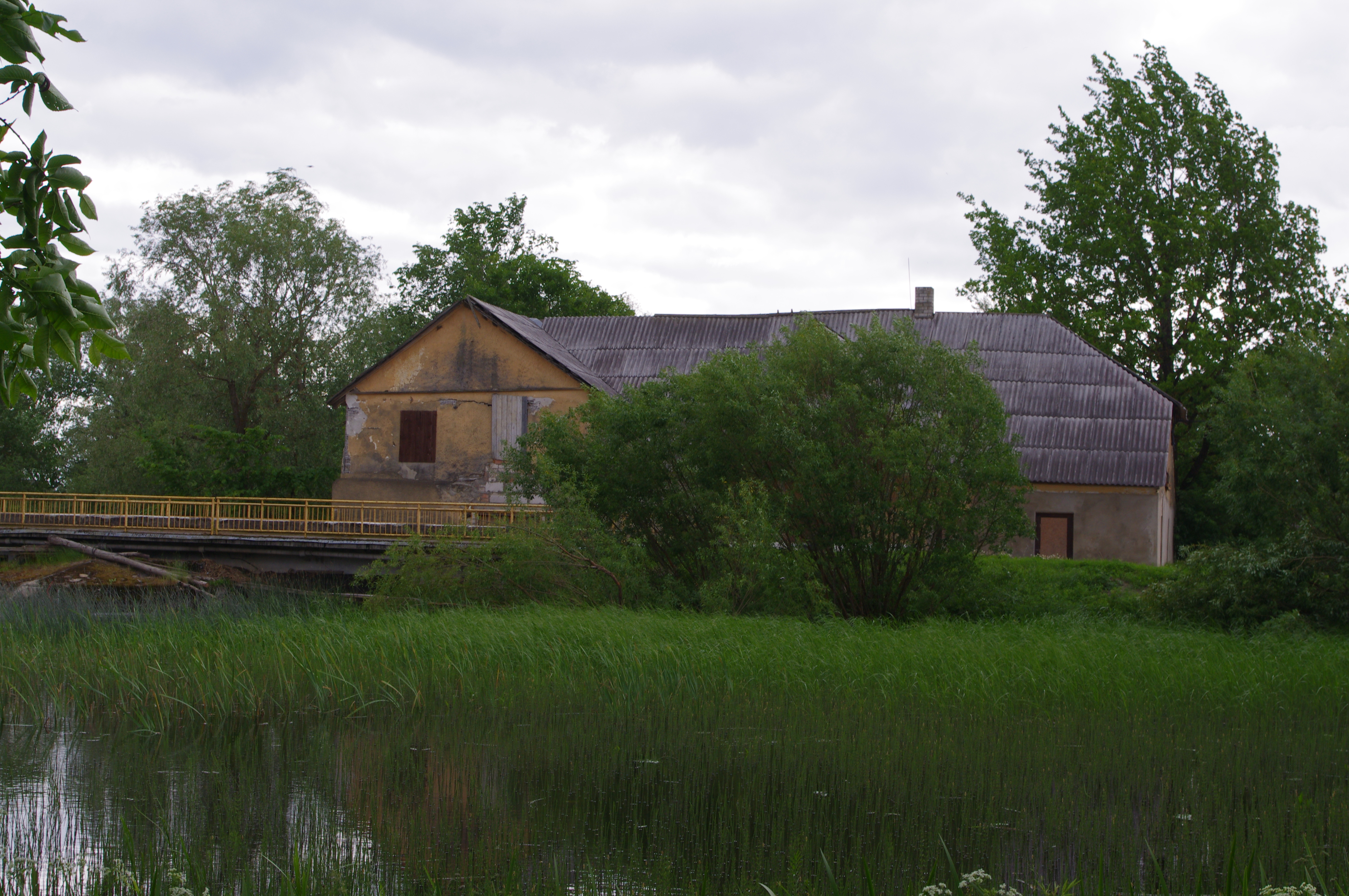
De watermolen
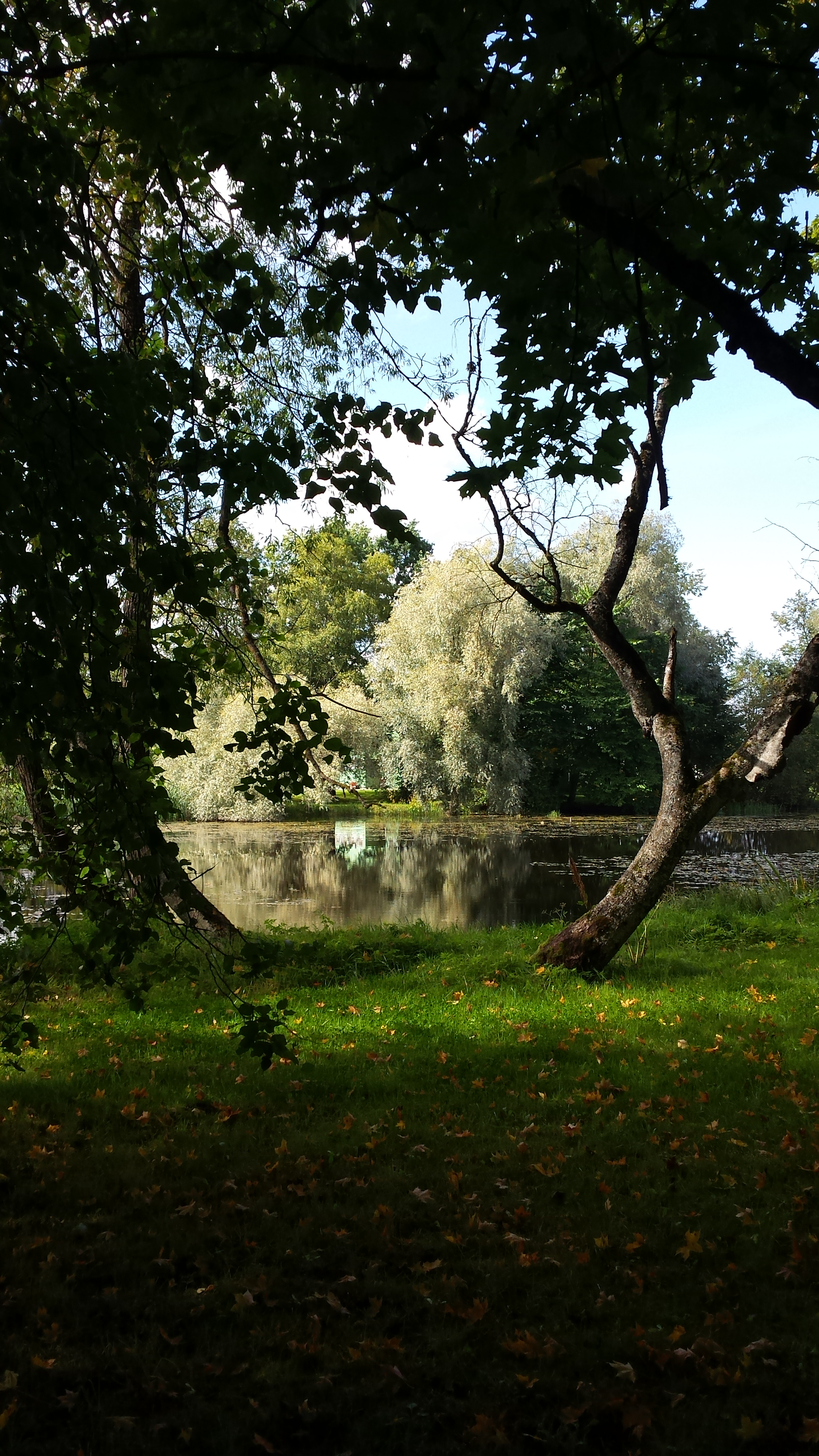
Het park bij het landhuis